# Flakstad

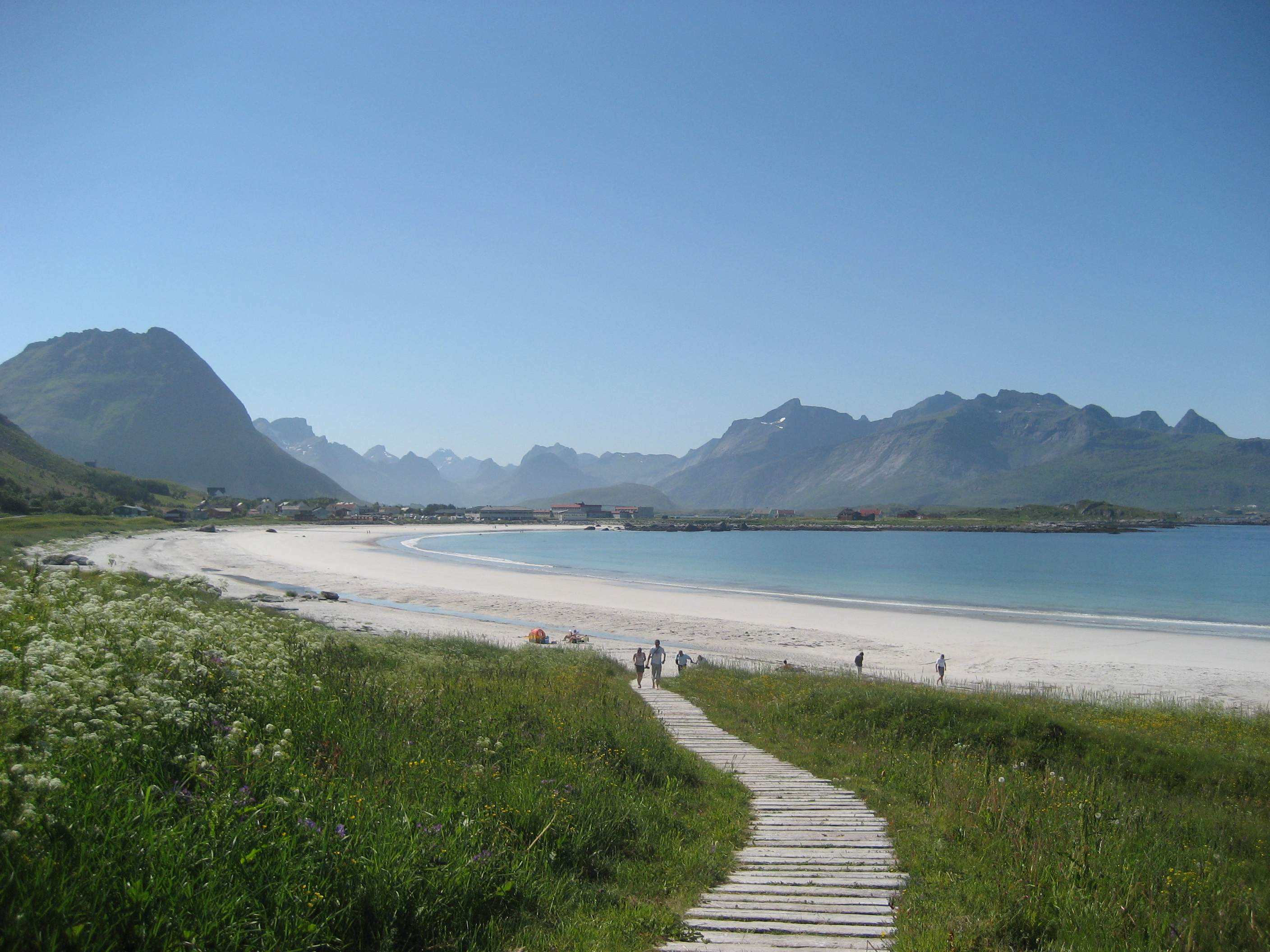
Flakstad

Flakstad is een gemeente op de eilandgroep de Lofoten in de Noorse provincie Nordland. Het administratieve centrum is in Ramberg. De gemeente beslaat het eiland Flakstadøya en het oostelijke deel van het eiland Moskenesøya. De gemeente telde 1349 inwoners in januari 2017.
De E10 komt langs Ramberg.
Flakstad werd in 2016 een onverwachte toeristenattractie omdat het als locatie was gekozen voor het maken van opnames voor de film Downsizing met in de hoofdrol Matt Damon. De burgemeester luidde de alarmbel omdat de gemeente de toestroom van toeristen nauwelijks aankon.

## Plaatsen binnen de gemeente
- Ramberg
- Nusfjord
- Vikten
- Napp
- Sund
- Østre Nesland
- Fredvang

Alstahaug · Andøy · Beiarn · Bindal · Bø · Bodø · Brønnøy · Dønna · Evenes · Fauske · Flakstad · Gildeskål · Grane · Hadsel · Hamarøy · Hattfjelldal · Hemnes · Herøy · Leirfjord · Lødingen · Lurøy · Meløy · Moskenes · Narvik · Nesna · Øksnes · Rana · Rødøy · Røst · Saltdal · Sømna · Sørfold · Sortland · Steigen · Træna · Værøy · Vågan · Vefsn · Vega · Vestvågøy · Vevelstad

Fylker van Noorwegen